# 第二十八号海防艦
第二十八号海防艦（だいさんじゅうごうかいぼうかん）は、日本海軍の海防艦。第二号型海防艦（丁型）の15番艦。船団護衛中に沈没した。

## 艦歴

### 計画-竣工-練成
マル戦計画の海防艦丁、第2701号艦型の14番艦、仮称艦名第2714号艦として計画。1944年（昭和19年）2月1日、三菱重工業長崎造船所で起工。4月5日、第二十八号海防艦と命名されて第二号型海防艦の14番艦に定められ、本籍を舞鶴鎮守府と仮定。11日、進水。5月10日、五十嵐鋭雄少佐が艤装員長に着任し、五十嵐少佐は第26号海防艦艤装員長と兼務する。15日、艤装員事務所を設置して事務を開始。26日、艤装員長が関田敬治少佐に交代。31日竣工。関田少佐（第二十八号海防艦艤装員長）は第二十八号海防艦海防艦長となる。同日附で、第二十八号海防艦艤装員事務所は撤去された。本籍を舞鶴鎮守府と定められ、舞鶴鎮守府警備海防艦となり呉鎮守府部隊呉防備戦隊に編入され基礎術力練成教育に従事。6月26日、海上護衛総司令部第一海上護衛隊に編入。

### 昭和19年の行動
1944年（昭和19年）6月27日0650、第二十八号海防艦は第26号海防艦と共に佐伯を出港。28日、呉に到着。29日1800に出港し、30日0730に門司に到着。7月3日、陸軍輸送船香椎丸（大阪商船、8,407トン）、陸軍特殊船玉津丸（大阪商船、9,590トン）、同摩耶山丸（三井船舶、9,433トン）他輸送船6隻からなるモマ01船団を駆逐艦春風、第11号海防艦、第20号海防艦他護衛艦3隻と共に護衛して門司を出港。7日、船団は基隆に到着。9日、基隆を出港。12日、バタン諸島近海を航行中、船団は米潜アポゴン(USS Apogon, SS-308)、ガードフィッシュ (USS Guardfish, SS-217) 、スレッシャー (USS Thresher, SS-200) 、ピラーニャ (USS Piranha, SS-389) のウルフパック、"Mickey Finns"に発見される。アポゴンはそのうちの1隻である日蘭丸（南洋海運、6,503トン）を攻撃しつつあった時、日蘭丸はアポゴンの潜望鏡を発見し突進してきた。アポゴンは艦尾発射管からの攻撃に切り替えて攻撃態勢を整えつつあったその時、アポゴンの右手にあった摩耶山丸がアポゴンの潜望鏡に向けて体当たり攻撃と爆雷投下を行った。これによりアポゴンの潜望鏡は2本とも破損し、レーダーもねじ曲げられた。0720、ピラーニャは北緯18度50分 東経122度40分 / 北緯18.833度 東経122.667度の地点で日蘭丸へ向け魚雷を発射。魚雷は日蘭丸の4番船倉、7番船倉に1本ずつが命中。大爆発をおこした日蘭丸は炎上して行動不能となり、まもなく船体を直立させて沈没した。香椎丸が生存者救助を行った後、船団はフィリピンのアパリに退避した。13日0800、船団はアパリを出港し、15日1400にマニラに到着した。
23日、陸軍病院船まにら丸（大阪商船、9,486トン）、陸軍輸送船白鹿丸（辰馬汽船、8,152トン）、海軍配当船さんるいす丸（三菱汽船、7,268トン）他輸送船11隻からなるミ08船団を水雷艇鷺、第1号海防艦、第18号海防艦他護衛艦3隻と共に護衛してマニラを出港。24日、船団前路に浮遊機雷を発見したため、第61号駆潜艇、第17号掃海艇が先行し掃海作業を行った。26日0625、対潜哨戒中の味方機が船団前方10kmの位置で潜航中の潜水艦を発見したため対潜爆弾を投下。続いて第17号掃海艇が対潜掃討を行った。1700、駆逐艦呉竹が船団に合流。27日0920、第74号駆潜特務艇、特設駆潜艇旺洋丸（日本海洋漁業統制、88トン）が船団に合流。1350、第二十八号海防艦は護衛をやめ、船団の嚮導にあたる。1425には船団から分離し、高雄へ向かう。同日、高雄に到着。船団も同日1605に高雄に到着した。
29日、陸軍輸送船江ノ島丸（日本郵船、6,932トン）、貨客船帝立丸（帝国船舶/大阪商船運航、9,877トン/旧仏船Leconte de Lisle）、陸軍配当船あやゆき丸（石原汽船、2,854トン）他輸送船14隻からなるミ11船団を海防艦占守、第28号掃海艇、第38号掃海艇他護衛艦3隻と共に護衛して高雄を出港。出港後まもなく、陸軍輸送船栄久丸（日本郵船、6,866トン）が機関故障を起こしたため高雄に引き返した。31日、バタン諸島近海で船団はアメリカ潜水艦パーチー(USS Parche, SS-384)、ハンマーヘッド(USS Hammerhead, SS-364)、スティールヘッド(USS Steelhead, SS-280)のウルフパックに発見される。0330、北緯19度10分 東経120度58分 / 北緯19.167度 東経120.967度のルソン島マイライラ岬北北西50km地点付近で2TL型戦時標準タンカー光栄丸の右舷船首、中央部にパーチ―の魚雷1本ずつが命中。同船は爆発と同時に船体がへし折られて轟沈した。また、別の1本が陸軍配当船第一小倉丸（日本油槽船、7,270トン）に命中し、同船は速力半減となる被害を受けた。0340、陸軍輸送船吉野丸の右舷2番船倉、3番船倉に魚雷1本ずつが命中し、7分で沈没。0420、陸軍輸送船だかあ丸にスティールヘッドの魚雷が命中し、同船は行動不能となる。0455、北緯18度57分 東経120度50分 / 北緯18.950度 東経120.833度のルソン島マイライラ岬北方32km地点付近で陸軍輸送船扶桑丸（大阪商船、8,196トン）の左舷中央缶室にスティールヘッドの魚雷1本が命中。同船は0503に総員退去となり、7分後に右舷に横転後沈没した。0514、北緯19度00分 東経120度50分 / 北緯19.000度 東経120.833度の地点付近で特設運送船萬光丸（日本郵船、4,471トン）の左舷2番船倉にパーチーの魚雷1本が命中し、同船は1時間15分後に沈没した。船団はバンギィ湾へ向かった。2000、第二十八号海防艦は吉野丸の生存者約2000名を救助し、だかあ丸の警戒と対潜掃討を行う。8月2日朝、だかあ丸より救助者の移乗を受ける。だかあ丸は陸軍配当船福寿丸（岡田商船、5,293トン）に曳航され、第39号掃海艇の護衛で北サンフェルナンドへ向かった。1600、第二十八号海防艦はバンギィ湾にて救助者を降ろした後、船団を追及し合流。3日1710、船団はマニラに到着。7日、マニラを出港し、12日1630にミリに到着した。
16日0700、陸軍配当船瑞洋丸（日東汽船、7,385トン）、海軍配当船仁栄丸（日東汽船、10,241トン）、陸軍輸送船順源号（満州海運、1,610トン）他輸送船13隻からなる門司行きのミ12船団を海防艦占守、第7号海防艦、第16号海防艦他護衛艦2隻と共に護衛してミリを出港。18日昼過ぎ、船団は北緯08度39分 東経116度39分 / 北緯8.650度 東経116.650度のパラワン島南西岸ボンボン岬西方80km地点付近でアメリカ潜水艦レイ(USS Ray, SS-271)に発見される。1352、レイは魚雷を6本発射し、うち1本が陸軍油槽船南星丸（拿捕船、日東汽船委託、5,878トン/旧英船Pleiodon）に命中し同船は沈没した。護衛艦は43発の爆雷を投下したがレイに被害はなく、レイは船団を追跡し、その間に僚艦に船団の存在を報告した。20日1930、船団はミンドロ島バウエン湾に到着して待機し、バウエン湾の外ではレイと、レイの報告で合流してきたアメリカ潜水艦ハーダー(USS Harder, SS-257)、ハッド(USS Haddo, SS-255)、ギターロ(USS Guitarro, SS-363) が集まってくる。ハーダー艦長のサミュエル・D・ディーレイ少佐（アナポリス1930年組）は潜水艦を次のように割り振った。レイとギターロを湾の北西方、ハッドを南西方、ハーダー自身は西方という具合にである。21日朝、船団が出港してきたのを確認したレイは、0720に北緯13度23分 東経120度19分 / 北緯13.383度 東経120.317度のミンドロ島北西端カラビテ岬南方6km地点付近で、この時点で残っていた最後の魚雷4本を全て発射。海軍配当船武豊丸（日本郵船、6,964トン）の左舷機関室後部に1本が命中。武豊丸はまたたく間に全船火達磨となり、50分後に沈没した。0730、ハッドは魚雷を6本発射。陸軍配当船のるほうく丸（川崎汽船、6,576トン）の左舷機関室に1本が命中、貨物船金龍丸（大光商船、4,392トン）にも魚雷1本が命中。のるほうく丸は1分30秒で沈没し、金龍丸も爆発と同時に船尾が沈下し、間もなく沈没した。また、2TL型戦時標準タンカーの太栄丸（日東汽船、10,045総トン）にも魚雷1本が向かったものの、魚雷は太栄丸の中央部船底下を通過してルソン島の岩に命中して爆発した。0825、北緯13度21分 東経120度18分 / 北緯13.350度 東経120.300度の地点でギターロは魚雷を4本発射し、うち2本が陸軍配当船宇賀丸（松岡汽船、4,433トン）の機関室、2番船倉に命中。同船は船体が3つに折れて轟沈した。22日2200、船団はマニラに到着し、同地で船団解散となった。
27日0900、摩耶山丸、陸軍輸送船日昌丸（南洋海運、6,527トン）、陸軍通信船香椎丸（大阪商船、8,417トン）他輸送船1隻からなるマモ02船団を海防艦占守、択捉、昭南他護衛艦3隻と共に護衛してマニラを出港。1548、スービック湾に到着。28日0600に出港し、30日1900に高雄に到着。同地で第7号海防艦、第41号駆潜艇、第102号哨戒艇と共に船団から分離。9月4日0700、第二十八号海防艦は不時着機搭乗員の救助と対潜掃討のため高雄を出港。5日、陸軍臨時配当船北鮮丸（日本海汽船、2,256トン）、越海丸（拿捕船/日本海汽船委託、2,984トン/旧パナマ船Morazan）、海軍一般徴用船豊岡丸（鏑木汽船、7,097トン）他輸送船8隻からなるタマ25船団と護衛の駆逐艦初春、響、第7号海防艦他護衛艦3隻と合流。その後第5号海防艦、第1号海防艦が船団に合流。6日0230、特設運送船興業丸（岡田商船、6,353トン）が機関故障を起こしたため、初春の護衛で高雄に向かった。0424、船団が北緯22度19分 東経120度30分 / 北緯22.317度 東経120.500度の琉球嶼灯台東方14km地点付近に差し掛かったところで、陸軍臨時配当船永治丸（日本郵船、6,968トン）の右舷1番船倉前部に触雷。大破した同船は総員退去となった後、0753に大爆発して船体が二つ折れとなって沈没。さらに響も0825に触雷大破する。第二十八号海防艦は遭難者救助の後車城港に向かった。その後出港して響の警戒を行った後、東港に向かった。7日、陸軍臨時配当船永萬丸（日本郵船、6,968トン）を護衛して出港し、高雄に到着。その後第二十八号海防艦は東港に移動。8日0300、損傷した響と第1号海防艦を除外したタマ25船団を護衛して東港を出港。途中第1号海防艦、第17号掃海艇、第20号掃海艇、第41号駆潜艇が船団に合流。0920、第1号海防艦、第3号海防艦が対潜掃討を行った。9日未明、船団はアメリカ潜水艦クイーンフィッシュ(USS Queenfish, SS-393)に発見される。0315、北緯19度45分 東経120度56分 / 北緯19.750度 東経120.933度のサブタン島西方130km地点付近で豊岡丸が被雷、直後に海軍徴用船満州丸（日本海汽船、3,054トン）の右舷3番船倉と機関室にクイーンフィッシュの魚雷1本ずつが命中。満州丸は急速に沈没し、豊岡丸も5分で沈没した。9日2000、船団はアパリ沖に到着。10日0600に出港し、0640に第1号海防艦、第3号海防艦が船団から分離。0912、第20号掃海艇が対潜掃討を実施。1800、ラポック湾に到着。第二十八号海防艦は船団から分離し、11日0700に出港し対潜掃討を行う。12日1000、高雄に到着。
14日、タンカー黒潮丸（東和汽船、10,518トン）、陸軍配当船大邦丸（飯野海運、10,045トン）、富士山丸（飯野海運、10,238トン）他輸送船9隻からなるヒ75船団を空母神鷹、第18号海防艦、水雷艇鵯他護衛艦5隻と共に護衛して高雄を出港。以降船団は故障や衝突に悩まされる。17日、特設巡洋艦西貢丸（大阪商船、5,350トン）、秋津洲と護衛の卯月、夕月が船団から分離してマニラに向かった。22日1600、船団は昭南に到着。同日、第二十八号海防艦は昭南を出港し、対潜哨戒を行う。23日1410、昭南に到着。
10月2日1700、特設運送船(給油船)良栄丸（日東汽船、10,017トン）、日栄丸（日東汽船、10,020トン）、陸軍配当船黒潮丸（東和汽船、10,518トン）他輸送船6隻からなるヒ76船団を空母神鷹、海防艦満珠、三宅他護衛艦3隻と共に護衛して昭南を出港。8日未明、船団は北緯14度12分 東経115度53分 / 北緯14.200度 東経115.883度の地点でアメリカ潜水艦ベクーナ(USS Becuna, SS-319)に発見される。ベクーナの雷撃により元特設水上機母艦の特設運送船君川丸（川崎汽船、6,863トン）の左舷4番船倉と5番船倉に1本ずつが命中し損傷。君川丸は水雷艇鵯と第二十八号海防艦の護衛でマニラへ向かった。9日、マニラに到着。11日0600、第二十八号海防艦はマニラを出港し、1900にコレヒドール島に到着。12日0500に出港し、ベルアン湾を経由して13日0900にマニラに到着。15日1700、マニラを出港し、18日にサンジャックに到着。22日、陸軍配当船大邦丸（飯野海運、10,045トン）、海軍配当船東亜丸（飯野海運、10,023トン）、あまと丸（石原汽船、10,238トン）からなるヒ76A船団を護衛の対馬、大東、第9号海防艦他護衛艦1隻と共に護衛してサンジャックを出港。27日、大東と第16号海防艦が船団から分離。11月1日1700、船団は門司に到着。第二十八号海防艦は門司から志々岐湾に移動。2日、志々岐湾を出港し、0800に佐世保に到着。佐世保海軍工廠で武装増強工事を受ける。
8日0900、第二十八号海防艦は佐世保を出港し、1830に三池に到着。10日1530、陸軍臨時配当船乾城丸（乾汽船、6,933トン）、陸軍輸送船美濃丸（日本郵船、4,670トン）、白馬丸（日本郵船、2,858トン）他輸送船8隻からなるマニラ行きのモマ07船団を第8号海防艦、第9号海防艦、第54号海防艦他護衛艦2隻と共に護衛して三池を出港。11日、船団は北緯31度30分 東経125度57分 / 北緯31.500度 東経125.950度の大瀬埼灯台付近でアメリカ潜水艦クイーンフィッシュに発見される。0906、海軍一般徴用船美保丸（日本郵船、4,667トン）の船首に魚雷が命中。損傷した美保丸は佐世保に引き返していった。12日未明、船団はアメリカ潜水艦バーブ(USS Barb, SS-220)に発見される。0420、北緯31度30分 東経125度57分 / 北緯31.500度 東経125.950度の長崎南西200km地点付近でバーブは魚雷を3本発射。そのうちの1本が陸軍輸送船鳴尾丸（太平汽船、4,823トン）に命中し、砲弾2万発の誘爆で南方軍経理部候補生約490名などともろとも木っ端微塵となった。また、別の1本が陸軍配当船玉洋丸（東洋汽船、5,396トン）の機関室に命中し、同船は行動不能となる。陸軍臨時配当船仁洋丸（東洋汽船、6,886トン）が玉洋丸を曳航するが、曳航索が切れてしまい玉洋丸は漂流する。船団はさらににバーブの攻撃による大爆発音と猛烈な閃光を目撃して近寄ってきていたアメリカ潜水艦ピート(USS Peto, SS-265)に発見される。0620、北緯31度46分 東経125度40分 / 北緯31.767度 東経125.667度の男女群島西方280km地点付近でピートは魚雷4本を発射。うち1本が陸軍輸送船辰昭丸（辰馬汽船、2,746トン）の2番船倉に命中、辰昭丸は急激にスピードを落とし、大爆発を起こして沈没した。13日0950、船団は嵊泗列島の泗礁山泊地に到着。14日未明、北緯31度04分 東経125度56分 / 北緯31.067度 東経125.933度の上海東方沖で漂流する玉洋丸はアメリカ潜水艦スペードフィッシュ(USS Spadefish, SS-411)に発見され、被雷沈没した。第二十八号海防艦は玉洋丸の生存者救助の後、同日1900に泗礁山泊地に到着した。16日0630、船団は泗礁山泊地を出港し、2300に三門湾に到着。17日0900に出港し、19日正午に高雄に到着。同地で船団は解散となった。23日1530、美濃丸、白馬丸、陸軍輸送船赤城山丸（三井船舶、4,634トン）他輸送船9隻からなるタマ32A船団を駆逐艦呉竹、第1号海防艦、第3号海防艦他護衛艦6隻と共に護衛して高雄を出港。同日、枋寮に到着。24日0400に出港し、25日2200にムサに到着。27日0400に出港し、1645にラポック湾に到着。28日0600に出港し、1800に北サンフェルナンドに到着。29日0600に出港し、30日0500にマニラに到着。同日1630、第二十八号海防艦はマニラを出港し、高雄へ移動。
12月3日1800、仁洋丸、トロール漁船山国丸（日本海洋漁業統制、557トン）、海軍一般徴用船神福丸（栗林商船、2,204トン）他輸送船5隻からなるタマ34船団を駆逐艦呉竹、第54号海防艦、第33号駆潜艇他護衛艦2隻と共に護衛して高雄を出港。5日、バタン島行きの特設運送船岩戸丸（日本近海汽船、526トン）が護衛の特設駆潜艇第2昭和丸（日本海洋漁業統制、196トン）と共に船団から分離。6日夜、船団はアメリカ潜水艦トレパン(USS Trepang, SS-412)に発見される。2150、北緯18度52分 東経121度57分 / 北緯18.867度 東経121.950度のダルビリ島西方55km地点付近で仁洋丸の右舷3番船倉、4番船倉にトレパンの魚雷1本ずつが命中。同船は総員退去となり、20分で沈没した。また、別の魚雷1本が海軍一般徴用船(給糧船)第31播州丸（西大洋漁業統制、748トン）に命中し、同船は沈没した。2237、貨物船安国丸（日本製鐵、5,794トン）にトレパンの魚雷1本が命中して行動不能となる。2358、北緯18度52分 東経120度57分 / 北緯18.867度 東経120.950度のルソン島マイライラ岬北東22km地点付近で陸軍輸送船福洋丸（東洋汽船、5,463トン）の右舷にトレパンの魚雷3本が命中。同船は大爆発を起こして南方軍幹部候補生などを道連れに轟沈した。また、山国丸がトレパンの雷撃で損傷したため北サンフェルナンドへ向かった。この頃になると、トレパンとウルフパックを組んでいたアメリカ潜水艦セグンド(USS Segundo, SS-398) およびレザーバック(USS Razorback, SS-394)が船団を発見。0005、乾城丸の1番船倉、2番船倉、3番船倉に魚雷1本ずつが命中。同船は5分で船尾を棒立ちにさせて沈没した。レザーバックとセグンドのどちらの魚雷が乾城丸に命中したかは定かではない。0015、漂流する安国丸にセグンドの魚雷が命中し火災が発生。同船は曳航されてムサに到着した後放棄され、アメリカ軍航空機の空襲により破壊された。9日、神福丸が護衛なしの状態でマニラに到着。対潜掃討の後、第二十八号海防艦はマニラに向かった。10日、第一海上護衛隊は第一護衛艦隊に改編された。14日夜、ルソン島サンタクルーズ沖で第二十八号海防艦はアメリカ潜水艦ブレニー(USS Blenny, SS-324)にレーダーで発見され、2334に被雷沈没した。海防艦長の関田敬治少佐以下乗員115名全員戦死。沈没地点は北緯15度46分 東経119度45分 / 北緯15.767度 東経119.750度のルソン島ダソル湾口付近、マニラ北西100浬地点付近。
1945年（昭和20年）2月10日、第二十八号海防艦は帝国海防艦籍から除かれ、第二号型海防艦から削除された。

## 海防艦長
艤装員長
1. （兼）五十嵐鋭雄 少佐：1944年5月10日[32] - 1944年5月26日（本職：第26号海防艦艤装員長）
2. 関田敬治 少佐：1944年5月26日[33] - 1944年5月31日

海防艦長
1. 関田敬治 少佐：1944年5月31日[34] - 1944年12月14日 - 戦死。17日、海軍中佐に特進。